# Willy Böß
Willy Böß (* 19. März 1896; † unbekannt) war ein deutscher Fußballspieler. Er wurde mit dem 1. FC Nürnberg zweimal Deutscher Meister.

## Karriere
Willy Böß spielte ab 1913 als Mittelstürmer für die erste Mannschaft des 1. FC Nürnberg. Diese Funktion ist bemerkenswert, da Böß selbst von kleiner Figur war. So fungierte er nicht als klassischer „Brecher“ im Sturmzentrum, der kopfballstark Flanken verwertete, sondern als „Verbindungstürmer“ Tore für seine Nebenleute von den Halbpositionen vorbereitete. Böß selbst traf seltener. Zu seinen wichtigsten Toren gehörte das entscheidende 1:0 gegen Norden-Nordwest Berlin im Halbfinale der Endrunde 1922. Solche Tore schonten ihn jedoch nicht vor Kritik in der Vereinszeitung, in der Hans Hoffmann im März 1922 über Böß schrieb: „Das ist der leidige, oft erkannte Mangel unserer Angriffsreihe, dass ihr gegenüber einer starken Verteidigung der Keil und die Wucht in der Mitte vollständig fehlt. So taktisch vollkommen unser Mittelstürmer auch immer das Feld beherrscht, vor dem Tore fällt er aus, die wesentliche Arbeit bleibt den beiden Innenstürmern, die unsere eigentliche, aber auch einzige Angriffswaffe sind, überlassen.“
Dennoch war die „einzige Schwäche des Sturmes“, so die Vereinszeitung, gut genug, um zum Gewinn der ersten deutschen Meisterschaft 1920 ebenso beizutragen wie zur erfolgreichen Titelverteidigung 1921. Außerhalb des Platzes galt Böß als unschlagbare Stimmungskanone. Auf dem Feld kompensierte er seine körperliche Unterlegenheit mit Zähigkeit und Kampfkraft, zu der sich aber als Schattenseite Unbeherrschtheit gesellte. Im berühmten endlosen Endspiel 1922 gegen den Hamburger SV ließ sich im Böß im zweiten Finalspiel bereits in der 25. Minute zu einer Tätlichkeit gegen Albert Beier hinreißen, die Schiedsrichter Peco Bauwens wie folgt festhielt: „Ein Vorstoß vom Nürnberger Innensturm kam im Strafraum zum Stillstand. Der Ball wurde von einem Hamburger Spieler im weiten Schlag zum linken Flügel gegeben, und zwar ging der Ball bis auf die Mittellinie. Als der hohe Stoß erfolgt war, sah ich noch, wie Böß, obgleich der Ball weg war, sein Bein gegen einen am Boden liegenden Hamburger erhob. Daraufhin verwies ich Böß des Spielfeldes.“ Der Platzverweis gegen Böß eröffnete das Ausscheiden von Clubspielern in diesem Finale, das schließlich vor Beginn der zweiten Verlängerung abgebrochen werden musste, da Nürnberg keine acht Spieler mehr auf dem Platz hatte. Böß wurde im Anschluss vom DFB für mehrere Monate gesperrt. Trotzdem fuhr der immer noch gesperrte Böß im Januar 1923 mit auf eine Freundschaftsspielreise nach Spanien. Als dem Club dort mehrere bei einem Länderspiel weilende Spieler fehlten und sich auch noch ein weiterer Spieler verletzt hatte, setzte der Club mit Zustimmung des in Barcelona weilenden Peco Bauwens Böß ein. Wegen des Verstoßes gegen die Sperre wurde dem Club im Anschluss vom DFB untersagt, für ein halbes Jahr Spiele im Ausland auszutragen und im folgenden halben Jahr maximal fünf Spiele. Diese Strafe traf den Club hart, da Auslandsreisen in den Inflationszeiten die beste Möglichkeit war, statt Wäschekörbe voll wertloser Reichsmark harte Devisen zu erwirtschaften.
In der Folge verdrängte der 1922 zum Club gestoßene Ludwig Wieder Böß von der Mittelstürmerposition. Über Böß, der insgesamt 185 Spiele für die erste Mannschaft des Club absolvierte, schrieb die Vereinszeitung im März 1924 versöhnlich: „Unser Böß war in seiner Glanzzeit ein ebenso guter Dirigent wie Schaffer, es fehlte ihm nur das Gewicht der Persönlichkeit.“ In den 1930er Jahren wählten in die Mitglieder in den Ältestenrat des Vereins.